# Skrobarczowizna
Skrobarczowizna – przysiółek wsi Zaborze w Polsce, położony w województwie śląskim, w powiecie myszkowskim, w gminie Żarki.
W latach 1975–1998 przysiółek położony był w województwie częstochowskim.